# Antolín Leguizamón
Antolín Leguizamón, más conocido como Antolín Leguizamón (San Antonio, 2 de septiembre de 1939 - Asunción 18 de agosto de 2017) fue un conductor de televisión y de radio de Paraguay.  

## Biografía
Leguizamón comenzó su carrera en la década de los 60 en Radio Comuneros. Pasó por medios como Cardinal, Radio 1º de Marzo, Radio Ñanduti y Conquistador. También trabajó y ocupó el cargo de director de Yacyretá FM y Radio Nacional del Paraguay. Además dio el salto en la televisión en el Canal 9 TV-Cerro-Corá. Se especializó sobre todo en locutar los anuncios y su voz se convirtió en todo un referente en este apartado para el gran público. 
En el 2017, el profesional fue distinguido por la Junta Municipal de Asunción por el Día del Locutor. Ese mismo año falleció el 18 de agosto, víctima de un cáncer. 